# Ted Vollrath
Theodore J. (Ted) Vollrath (Harrisburg, 29 juli 1936 - Dauphin, 18 november 2001) was een Amerikaans vechtsporter, oorlogsveteraan en spreker.

## Biografie

### Soldaat
Vollrath was private first class bij het United States Marine Corps toen hij werd uitgezonden naar Korea om te vechten in de Koreaanse Oorlog. Daar raakte hij op 18-jarige leeftijd gewond. Als gevolg van zijn verwondingen moest Vollrath beide benen laten amputeren. Vollrath zette zich na de Koreaanse Oorlog in voor veteranen en was actief voor verschillende veteranenorganisaties en organisaties die op enige wijze betrokken zijn bij het Amerikaanse defensieapparaat. Zo was hij bijna 20 jaar voorzitter van de Service Academy Nominating Committee in Pennsylvania.

### Karateka
Na de oorlog besloot Vollrath karate te gaan beoefenen. Hij behaalde hierin de zwarte band. Vollrath was de eerste persoon die deze band behaalde vanuit een rolstoel. Hij richtte Martial Arts for the Handicapable (MAH) op en gaf les aan gehandicapte vechtsporters. Vollrath gaf demonstraties van zijn vechtkunsten aan militair personeel en aan het grote publiek.

### Acteur
In 1978 verscheen de exploitatiefilm Mr. No Legs. Vollrath speelde hierin de gangster Lou "Mr. No Legs". Vanuit zijn rolstoel, uitgerust met geweren, neemt het personage het op tegen booswichten. Ook in de film kon Vollrath zijn vechtkunsten laten zien.

### Privéleven
Vollrath was getrouwd en vader van vier kinderen. Hij overleed op 18 november 2001 en werd begraven op Indiantown Gap National Cemetery in Annville.